# Jean Parvy
Pour les articles homonymes, voir Parvy.
Jean Parvy, né le 16 novembre 1876 à Limoges, dans la Haute-Vienne et mort le 16 septembre 1933 dans la même ville, est un homme politique français.

## Biographie
Ouvrier céramiste, Jean Parvy est militant socialiste dès 1900 et secrétaire de la fédération socialiste révolutionnaire de la Haute-Vienne. Il devient par la suite journaliste. Il est conseiller général du canton de Rochechouart de 1913 à 1928, député SFIO de la Haute-Vienne de 1914 à 1928 et maire de Rochechouart en 1925.